# Секуй
Секуй (рум. Secui) — село у повіті Долж в Румунії. Входить до складу комуни Тяск.
Село розташоване на відстані 179 км на захід від Бухареста, 15 км на південь від Крайови.

## Населення
За даними перепису населення 2002 року у селі проживали 1459 осіб. Рідною мовою 1457 осіб (99,9%) назвали румунську.
Національний склад населення села:
| Національність | Кількість осіб | Відсоток |
| -------------- | -------------- | -------- |
| румуни         | 1419           | 97,3%    |
| цигани         | 40             | 2,7%     |